# 英武乡 (灵石县)
英武乡，是中华人民共和国山西省晋中市灵石县下辖的一个乡镇级行政单位。2021年5月，撤销英武乡，整建制并入两渡镇。

## 行政区划
英武乡下辖以下地区：
英武村、平泉村、业乐村、原头村、城则焉村、赵家庄村、和平村、张家山村、旺岭村、彭家原村、岑泊村、雷家庄村、侯木村和郭家庄村。